# La Elegante
Sociedad Comercial La Elegante Ltda., más conocida como La Elegante fue una cadena chilena de tiendas departamentales, fundada en 1932 y con sede en Coquimbo. La tienda tenía presencia en La Serena, Coquimbo, Vicuña y Ovalle, y administraba una red de convenios comerciales mediante su tarjeta de crédito.

## Historia
En sus orígenes, esta afamada tienda comercial de Coquimbo, fue llamada "Casa Locci", por su fundador el inmigrante italiano Arturo Locci. Esta tienda estaba dedicada a vender trajes de caballeros que traían desde Europa. Siendo referente de la moda y estilo para la elite de Coquimbo. Al fallecer su dueño y fundador, pasa a manos de los Olivares.  
La Elegante surgió en 1932 como una tienda destinada a vender exclusivamente sombreros elaborados por los dueños del local, la familia Olivares. Su primera ubicación estuvo en la calle Aldunate de Coquimbo, lugar donde actualmente existe la casa matriz de la cadena. Desde los años 1960, junto con abrir una tienda en el centro de La Serena, incorporaría nuevos artículos a la venta, especialmente vestuario, calzado y electrodomésticos.
En 1998 La Elegante comenzó su incursión en el mercado de las tarjetas de crédito mediante el establecimiento de "La Elegante Global", una tarjeta que permite acceder a convenios comerciales con diferentes tiendas y servicios ubicados en la Región de Coquimbo.
En la década de 2000, La Elegante inició un proceso de expansión dentro de la región. En 2001 aumentó el tamaño de su sala de ventas en la sucursal de La Serena. En noviembre de 2003 la cadena inauguró una tienda en la ciudad de Vicuña, y dos años después abrió su primer local en Ovalle. En la misma década la tienda comenzó a ofrecer uniformes escolares personalizados para la mayoría de los establecimientos educacionales de las provincias de Elqui y Limarí.
En 2006 La Elegante creó su sitio en Internet, y en los años siguientes incursiona en el mercado automotor mediante la creación de Automotora La Elegante, que tuvo su primera sucursal en Ovalle.
El 30 de noviembre de 2008 su tienda ubicada en el centro de La Serena sufrió un incendio que la destruyó completamente. Al año siguiente se inició su reconstrucción, con lo cual la tienda incorporó escaleras mecánicas, modernizó su estructura y aumentó la superficie de su sala de ventas con 4 pisos construidos.
El 13 de diciembre de 2013 La Elegante inauguró un nuevo local en el centro comercial Open Plaza Ovalle, siendo la primera vez que instalan una tienda en un mall.
El 22 de enero de 2017 falleció su fundador, Carlos Olivares Díaz, por un paro cardiorrespiratorio.

### Liquidación forzosa y reorganización
El 8 de julio de 2015 el Banco Consorcio solicitó la liquidación forzosa de Sociedad Comercial La Elegante por el no pago de un pagaré de 300 millones de pesos. Ante esta solicitud, La Elegante decidió someterse al procedimiento concursal de reorganización. Al momento de someterse a este, registraba pasivos por $ 15 198 419 130.
Esta situación implicó una reducción en el tamaño de algunos de sus locales, el arriendo de algunos de sus espacios, o el cierre de algunas tiendas. En marzo de 2018 el local de La Serena, reconstruido después del incendio de 2008, fue cerrado, anunciándose que se abriría un nuevo local, más reducido, en otro lugar. Hoy en el espacio que anteriormente ocupaba la tienda se encuentra un local de productos de origen chino.